# Видоје Смилевски
Видоје Смилевски Бато (Нићифорово, код Гостивара, 14. август 1915 — Скопље, 8. септембар 1979) био је учесник Народноослободилачке борбе, друштвено-политички радник СФР Југославије и СР Македоније, јунак социјалистичког рада и народни херој Југославије. Био је председник Президијума НР Македоније, односно Председништва СР Македоније у три наврата.

## Биографија
Видоје Смилевски рођен је 14. августа 1915. године у Нићифорову код Гостивара, у печалбарској породици. Отац му је Македонац из Никифорова, док му је мајка Албанка православна из Кичинице. После завршетка Првог светског рата отац га је одвео у Београд, где је радио. Ту је завршио основну школу и трговачку академију. Утицај напредног радничког и студентског покрета био је присутан и у трговачкој академији. Смилевски је радио у кружоцима и читао марксистичку литературу. Растурао је летке, учествовао у демонстрацијама и долазио у сукоб са режимом.
Године 1935. запослио се у хипотекарној банци у Београду. Активније се ангажовао у револуционарном раду од 1937, када је почео да добија задатке од партијске организације. Кретао се у друштву комуниста који су радили на Београдском универзитету. Крајем 1939. године учествовао је у акцији за формирање синдикалне подружнице Савеза банковних, осигуравајућих, трговачких и индустријских чиновника Југославије (СБОТИЧЈ) у установи у којој је радио. У то време већ је радио у партијској техници у Београду, која је на његов захтев била смештена у његовом дому, јер је тамо било безбедно. Од децембра 1939. до августа 1940. године откуцао је на матрицама целу „Историју СКП (б)“, а првих шест глава умножио у 800 примерака. У овом је периоду примљен у чланство Комунистичке партије Југославије. Полиција је успела да открије његов рад, али је он на време склонио технику, и прикрио се. После тога све до Априлског рата руководио је техником Месног комитета КПЈ у Београду.

### Народноослободилачка борба
Јула 1941. године постао је секретар партијске ћелије, а ускоро секретар Рејонског комитета и члан Месног комитета за Београд. Као партијски радник, илегално с кретао кроз Београд и Земун. Октобра 1941. постао је члан Окружног комитета КПЈ за Београд.
Јануара 1943. године постављен је за секретара Окружног комитета КПЈ за Лесковац. На овој дужности провео је целу годину. Фебруара 1944, по налогу КПЈ, отишао је на исту дужност у Врање, а од априла до јуна био је секретар ОК КПЈ за Пирот.
Јула 1944. године упућен је на рад у Македонију. Постављен је за секретара Четвртог Обласног комитета Комунистичке партије Македоније. Августа исте године, био је делегат на Првом заседању Антифашистичког собрања народног ослобођења Македоније. Ускоро је кооптиран у Централни комитет КПМ, али се због тешког обољења налазио на лечењу све до априла 1945. године. Тада је, још недовољно опорављен, остао у Београду и радио као инструктор Покрајинског комитета КПЈ за Србију и у Председништву Владе.

### Послератна каријера
После ослобођења вршио је многе друштвено-политичке и партијске функције:
- секретар Градског комитета КПМ у Скопљу од марта до октобра 1946. године
- организациони секретар ЦК КПМ од новембра 1946. године
- потпредседник владе НР Македоније
- председник Президијума Народног собрања Македоније од 4. јануара 1951. до 1953. године
- члан Савезног извршног већа
- потпредседник Народног собрања Македоније
- члан Централног комитета Комунистичке партије Југославије од Петог конгреса КПЈ
- члан Извршног комитета Централног комитета КП Македоније од Првог конгреса КПМ
- организациони секретар Централног комитета СК Македоније
- председник Собрања СР Македоније од 24. јуна 1963. до 12. маја 1967. године
- члан Председништва Централног комитета СК Југославије
- члан Савета федерације
- председник Председништва СР Македоније од 6. маја 1974. до 8. септембра 1979. године

Умро је 8. септембра 1979. у Скопљу, где је и сахрањен.
Носилац је Партизанске споменице 1941., Ордена јунака социјалистичког рада и више високих одликовања. Орденом народног хероја одликован је 6. јула 1953. године.